# House of Usher (1960)
House of Usher (bra: O Solar Maldito; prt: A Queda da Casa de Usher) é um filme de horror estadunidense de 1960, dirigido por Roger Corman para a American International Pictures. O roteiro de Richard Matheson baseia-se no conto "A queda da casa de Usher" (em inglês: The Fall of the House of Usher) de Edgar Allan Poe. Esse foi o primeiro de uma série cinematográfica que adaptou diversas histórias daquele autor norte-americano. Em 2005 o filme foi listado pelo National Film Registry como relevante. Outros títulos em inglês são Fall of the House of Usher e The Mysterious House of Usher.  As  versões lançadas em vídeo variam a duração entre 76 e 80 minutos.

## Elenco
- Vincent Price como Roderick Usher
- Mark Damon como Philip Winthrop
- Myrna Fahey como Madeline Usher
- Harry Ellerbe como Bristol

## Sinopse
Philip Winthrop viaja até a Casa dos Usher, uma desolada mansão circundada por um pântano, para se encontrar com a noiva Madeline Usher que conhecera em Boston. Madeline é irmã de Roderick que se opõe ao relacionamento dos dois, alegando que a família é possuidora de uma maldição sanguínea que leva todos os membros à loucura. Philip não se conforma e quer que Madeline vá embora com ele mas o amor dos dois está condenado.

## Produção
O filme foi importante na história da American International Pictures que até então se especializara em produções de películas em preto e branco de baixo orçamento a serem exibidas em sessões duplas.  A bilheteria para esse tipo de lançamento estava em declínio então a AIP decidiu investir tudo num filme colorido e de grande custo. As filmagens duraram quinze dias.

## Trilha sonora
Em fevereiro de 2011 Intrada realizou o lançamento mundial da trilha sonora de Les Baxter apenas em mono.
Lista de Faixas
1. Abertura
2. Trilha principal
3. Roderick Usher
4. Madeline Usher
5. Tormented
6. Lute Song
7. Reluctance
8. The Sleepwalker
9. The Vault
10. The Ancestors
11. House Of Evil
12. Catalepsy
13. Pallbearers
14. Buried Alive
15. Fall Of The House Of Usher

## Ciclo Poe-Corman
Este filme foi o primeiro de uma série de adaptações populares da obra de Edgar Allan Poe feita para o cinema pelo diretor Roger Corman e a sua produtora American International Pictures. Em 1965 foi lançada a última produção, The Tomb of Ligeia. Eis a lista dos filmes que se seguiram ao primeiro:
- The Pit and the Pendulum (br.: Mansão do Terror / O poço e o pêndulo)
- The Premature Burial (1962)
- Tales of Terror (1962) (br.: Muralhas do Pavor; pt.: A Maldita, o Gato Preto e a Morte)
- The Raven (1963) (br.: O corvo),
- The Haunted Palace (1963) (br.: O Castelo Assombrado) - referido como de Poe, mas na verdade baseado em história de H. P. Lovecraft
- The Masque of the Red Death (1964),
- The Tomb of Ligeia (1965).